# Коваленко, Ирина
Ирина Коваленко (род. 1984, Мурманск, СССР) — российская фотомодель, победительница конкурса «Краса России» (2001), представлявшая Россию на международном конкурсе «Мисс мира 2001».

## Биография
Ирина училась в колледже при Мурманском государственном техническом университете. Помимо участия в конкурсах красоты занималась спортом и танцами. Мастер спорта по художественной гимнастике, победительница международного фестиваля эстрадного танца, проходившего в Норвегии.
Коваленко победила на конкурсе красоты «Краса Мурманска», затем одержала победу на национальном конкурсе «Краса России», который состоялся 10 октября 2001 года в Москве. На момент участия в конкурсе ей было семнадцать лет. За победу Ирина получила 150 тыс. рублей и бриллиантовое колье. В том же году она представляла Россию на международном конкурсе красоты «Мисс мира», который состоялся 16 ноября в ЮАР. Среди 106 участниц Ирина заняла 8-е место. После конкурса она переехала в Москву, планировала поступать в Московский институт иностранных языков.